# Burg Querfurt
Die Burg Querfurt steht in der Stadt Querfurt im Saalekreis, Sachsen-Anhalt. Die Höhenburg gehört zu den größten mittelalterlichen Burgen in Deutschland und nimmt eine Fläche ein, welche die Wartburg sieben Mal aufnehmen könnte. Die im Eigentum des Saalekreises befindliche Anlage ist eine Station an der Straße der Romanik.

## Vorgeschichte
Vom Burggelände sind bereits frühbronzezeitliche Funde bekannt. Es handelt sich dabei um Gräber der Aunjetitzer Kultur und Lesefunde von einem Acker im Bereich des Vorburggeländes. Aus diesem Grund wurde durch den Bereich für Ur- und Frühgeschichte der Friedrich-Schiller-Universität Jena auf dem Gelände der Vorburg und im angrenzenden Bauernmuseum eine geomagnetische Prospektion durchgeführt, bei der drei Gräben zu Tage traten. Zwei davon konnten 2006 in einer Grabung dokumentiert werden. Die zeitliche Einordnung des südlichen Grabens wird im Moment über die darin gefundenen Knochen und Holzkohlen naturwissenschaftlich ermittelt (Radiokarbondatierung). Aus den in den nördlichen Grabungsschnitten gelegenen Gruben konnte nur wenig datierbares Material gewonnen werden. Da die Grabung in diesem Bereich jedoch erst im August 2007 durchgeführt wurde, stehen die Ergebnisse noch aus.

## Geschichte

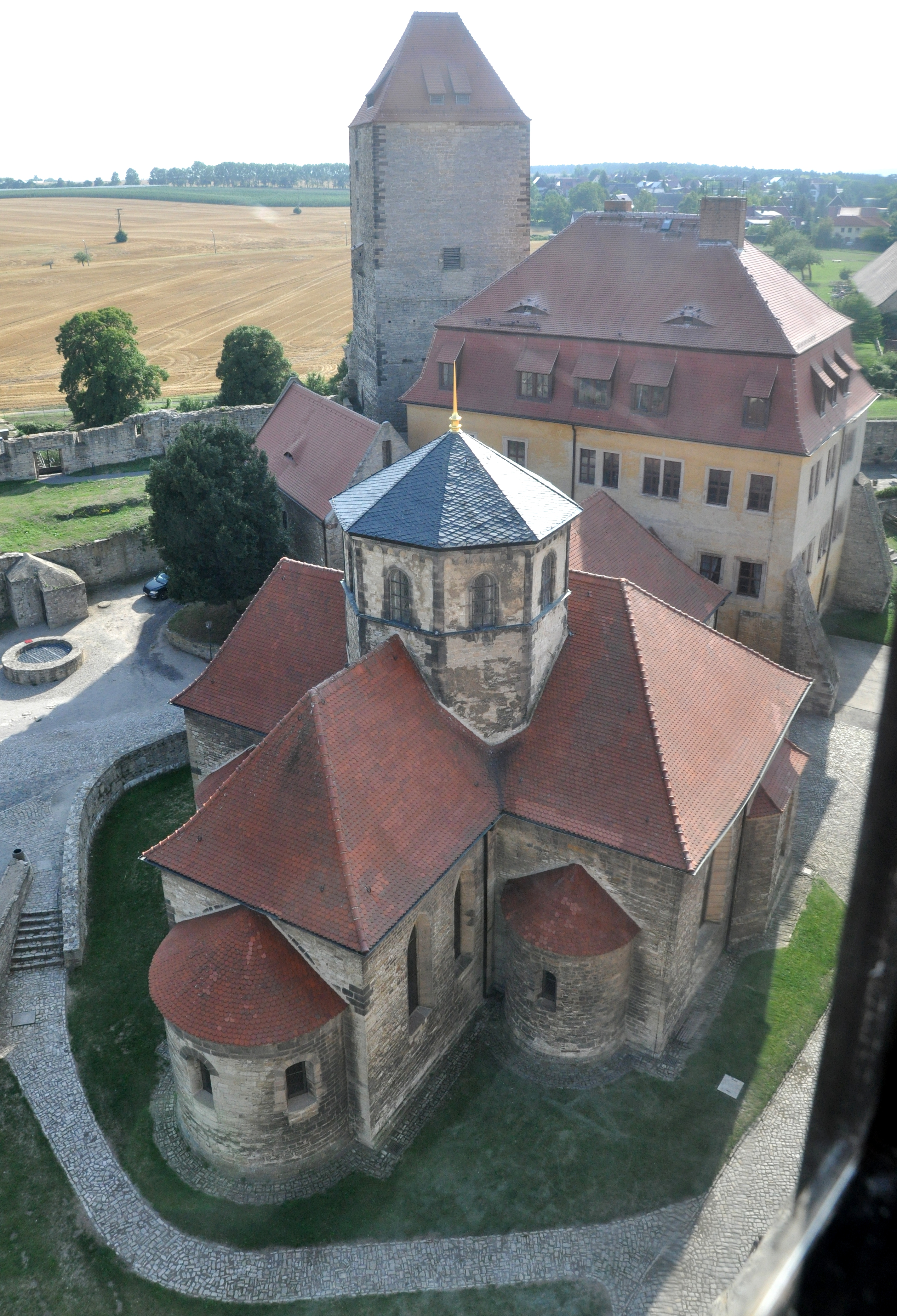
Kapelle vom Pariser Turm aus gesehen

In einem zwischen 881 und 899 entstandenen Zehntverzeichnis des Klosters Hersfeld wird Querfurt als zehntpflichtiger Ort Curnfurt im Friesenfeld erstmals urkundlich erwähnt, und in einer Urkunde Kaiser Ottos II. von 979 erstmals mit castellum betitelt. Die dortige Burg war seit dem 10. Jahrhundert Stammsitz der Edelherren von Querfurt.
Aus dem 10. Jahrhundert stammen auch die Spuren der ältesten erhaltenen Bausubstanz, bei der es sich um Teile der inneren Ringmauer und des Korn- und Rüsthauses handelt. Die Steinbauten beschränkten sich auf den Bereich zwischen dem heutigen Kornhaus, dem Bergfried Dicker Heinrich und der Burgkirche. Diese zeitigen Massivbauten unterstreichen zugleich die Bedeutung der Querfurter Edelherren.
Im Jahr 1004 wurde zeitgleich mit der Stiftung einer Burgkapelle ein Chorherrenstift gegründet, dem ab 1162 die Errichtung einer romanischen Kirche mitten auf dem Burghof folgte. Im 14. Jahrhundert wurde dieser ein Grabkapellenbau mit der Tumba Gebhards XIV. von Querfurt angefügt.
Anfang des 12. Jahrhunderts erfolgte der Bau des Dicken Heinrichs, dem Anfang des 13. Jahrhunderts die Errichtung des Marterturms und Anfang des 14. Jahrhunderts der Bau des Pariser Turms folgten. Um 1350 kam die äußere Ringmauer hinzu.
Während des 15. Jahrhunderts wurden vor allem fortifikatorische Veränderungen vorgenommen. Die Bastionen und das Westtor stammen aus der Zeit von 1460 bis 1490. Nach dem Tod des letzten Burgherrn Bruno IX. von Querfurt 1496 wurden Querfurt und seine Burg als Lehen des Erzbistums Magdeburg eingezogen. Anschließend ließ Albrecht von Brandenburg 1528 und 1535 bauliche Veränderungen an der Anlage vornehmen.
Gegen Ende des Dreißigjährigen Kriegs, von 1640 bis 1642 wechselte die als uneinnehmbar geltende Festung nach heftigen Belagerungen und Beschießungen mehrfach den Besitzer. Die sich anschließende Besatzungszeit der Schweden dauerte von 1642 bis 1650.
Im Jahr 1663 machten die reichsunmittelbaren Fürsten von Sachsen-Querfurt die Anlage zu ihrer Residenz und damit Querfurt zur Hauptstadt ihres Territoriums. Von 1660 bis 1668 wurde deshalb das sogenannte Fürstenhaus erbaut.
Um 1700 errichtete man neue Geschützstellungen auf der verbreiterten Berme oberhalb des Zwingers, ehe Querfurt nach dem Tod Adolphs III. von Sachsen-Weißenfels wieder an das Kurfürstentum Sachsen zurückfiel.
Im Jahr 1815 fielen Stadt und Burg an Preußen, woraufhin die Burganlage zur Domäne umgewandelt wurde. Dieser Status wurde erst 1936 aufgelöst.
Im 17. und 18. Jahrhundert wurde zudem die Burgkirche barock umgestaltet und von 1846 bis 1850 sowie 1903 restauriert.
Die Zeit von 1972 bis 1978 verging mit Sanierungs- und Restaurierungsmaßnahmen sowie umfangreicher Bauforschung, die im Jahr 2000 fortgeführt wurden.

## Beschreibung

### Die Türme

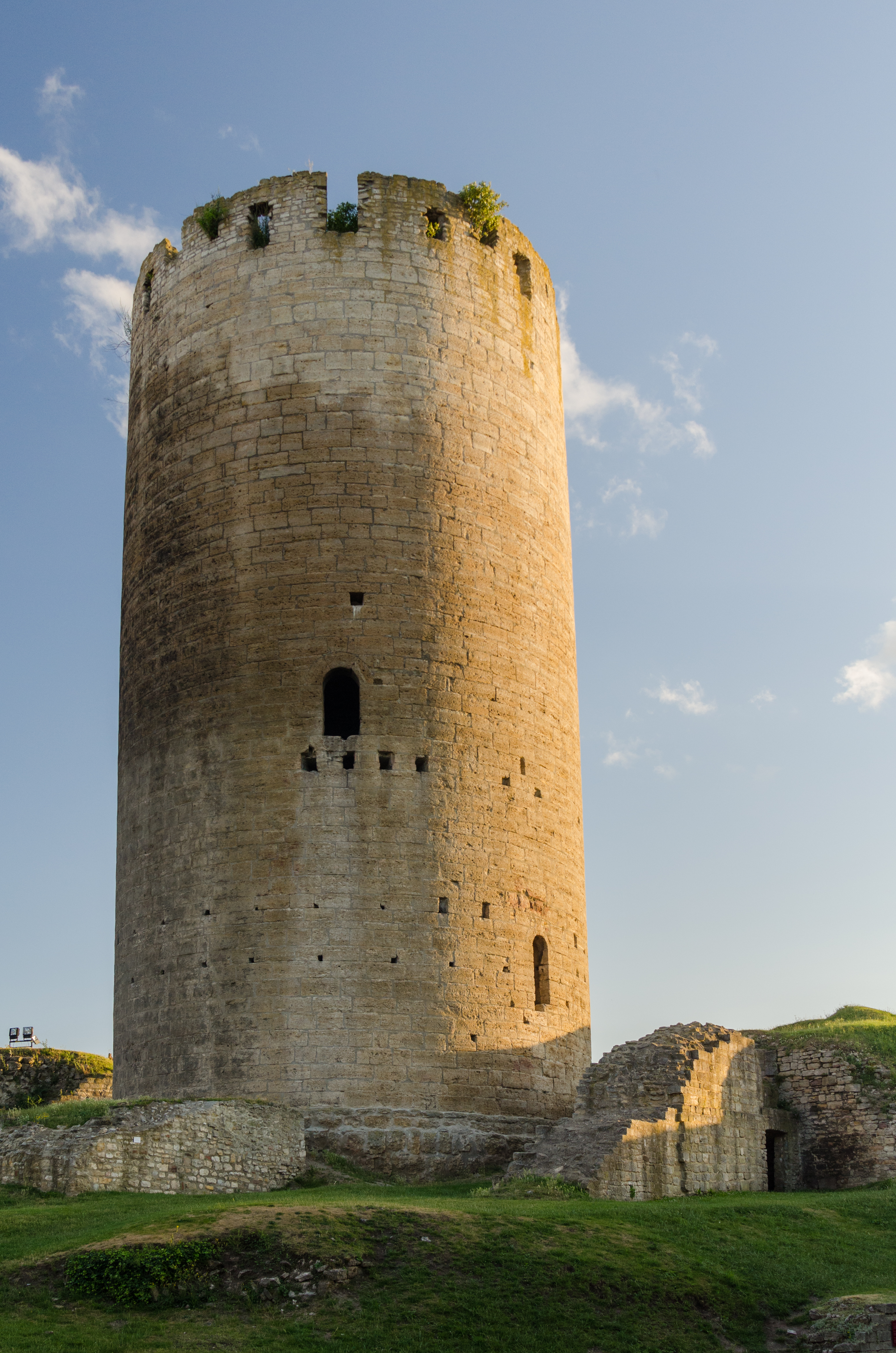
Dicker Heinrich

Der Dicke Heinrich, ein Rundturm aus dem 12. Jahrhundert ohne Fenster, Kamin und Abort, ist der einzige romanische Turm auf der Burg. Seine Höhe beträgt 27,50 Meter, der Durchmesser unten 14 Meter und die untere Mauerstärke 4,35 Meter. Sein Kranz mit Schießscharten kam im 15. Jahrhundert dazu. Die Bauzeit eines unter dem heutigen Bergfried befindlichen Gebäudes wird um 1000 datiert.

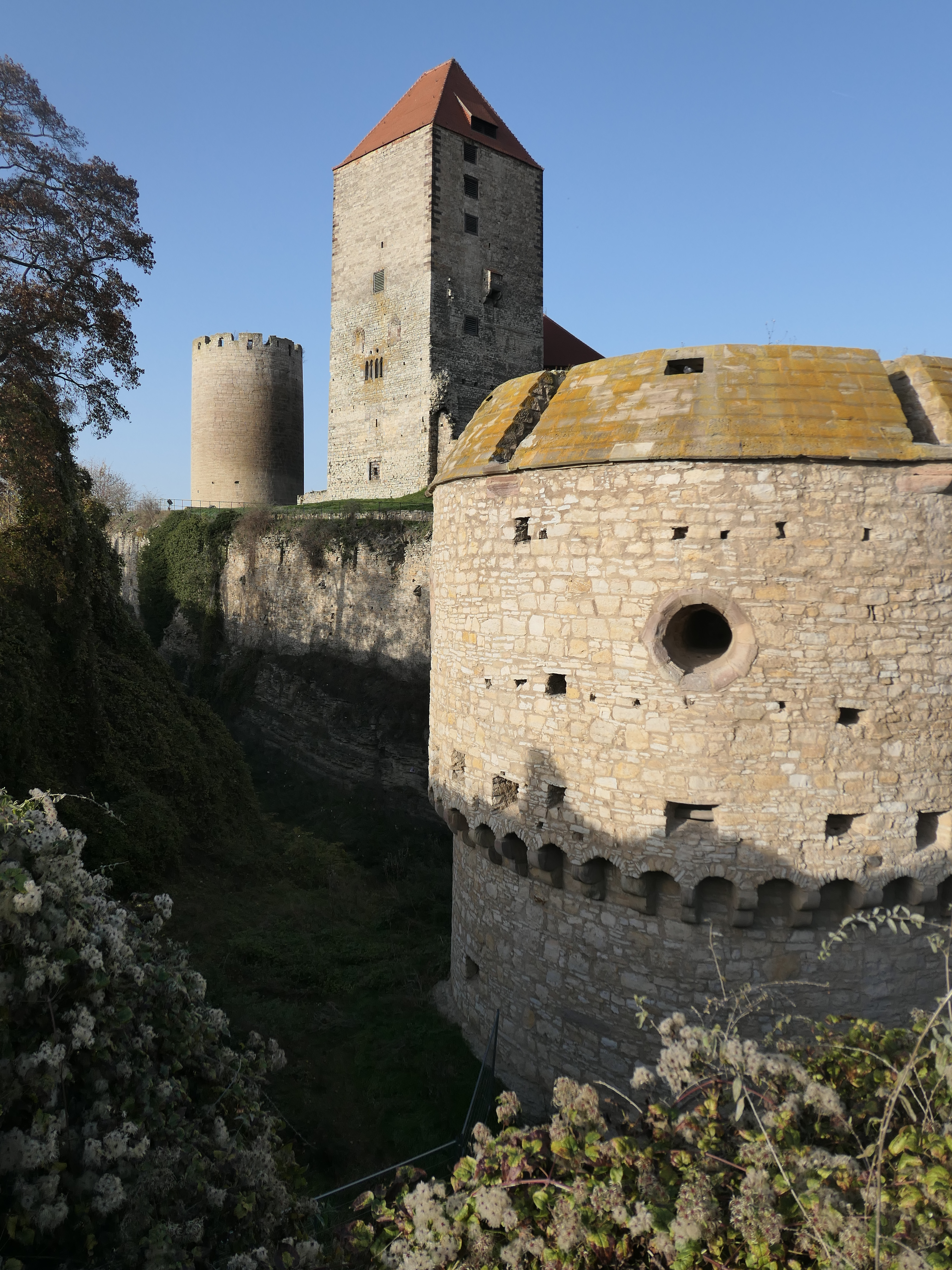
Marterturm zwischen Dicker Heinrich und Südrondell

Der untere Teil des sogenannten Marterturms entstand in Form eines Wohnturms Anfang des 13. Jahrhunderts. Im 14. Jahrhundert wurde er aufgestockt. Nach dem Dreißigjährigen Krieg diente er nur noch als Kornspeicher.
Im Pariser Turm aus dem späten 14. Jahrhundert, der ursprünglich Hausmannsturm hieß, befindet sich ein Turmverlies. Seine barocke Haube erhielt er 1659. Die Spitze ist 57 Meter hoch. Bis 1969 diente er als Feuerwachturm, heute kann er als Aussichtsturm bestiegen werden.

### Das Mauer- und Grabensystem, die Westtoranlage

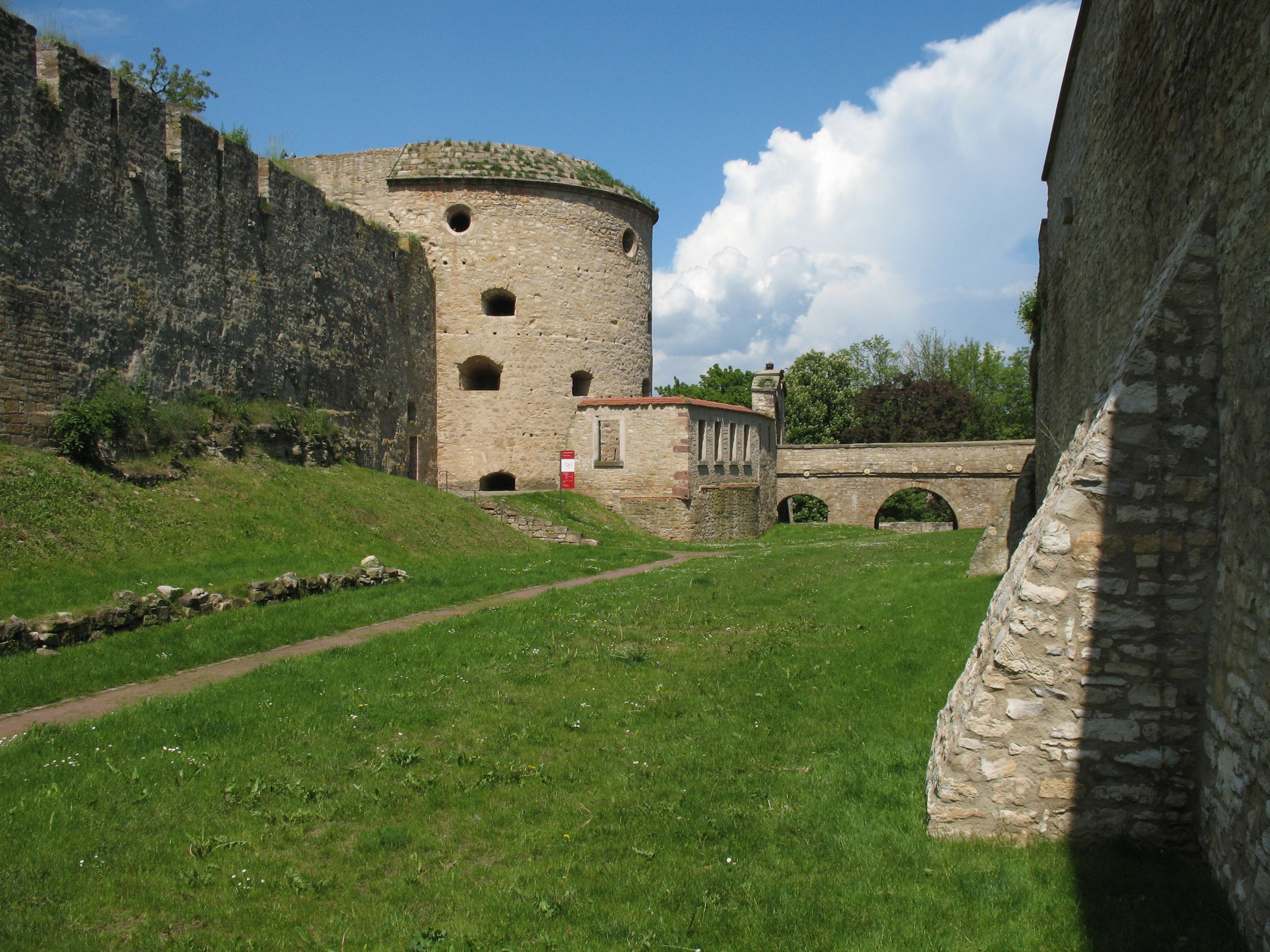
Burggraben und Nordostrondell

Um 1350 erfolgte der Bau der äußeren Ringmauer, die mit einer Stärke von fast zwei Metern und einer Höhe von zehn Metern eine starke Bewehrung mit Schießscharten aufweist. Eine zusätzliche Sicherung der Burganlage ist durch einen elf Meter breiten und fünf Meter tiefen Trockengraben – der wasserdurchlässige Muschelkalkfelsen lässt keinen Wassergraben zu – gegeben.
Die Entwicklung der Artillerie machte den Bau neuer Befestigungen erforderlich. In der zweiten Hälfte des 15. Jahrhunderts entstanden daher Bastionen. Die sogenannten Rondelle sind im heutigen Sprachgebrauch nicht als solche zu bezeichnen. Sie sind eher monumentalisierte Schalentürme, die sich kaum zum Aufstellen von Geschützen eignen und noch stark vom mittelalterlichen Burgenbau geprägt sind. Durch Bauinschriften lässt sich ihre Erbauungszeit zwischen 1461 und 1479 einordnen, wobei das Südrondell etwas älter und auf etwa 1450 zu datieren ist. In den unteren Geschossen befinden sich Maul- und Hosenscharten für Hakenbüchsen. Außerdem sind sogenannte Kugelschutzbohlen erhalten. Nach den verheerenden Zerstörungen im Dreißigjährigen Krieg wurden die Bastionen grundlegend restauriert.
Außergewöhnlich ist ebenfalls die sogenannte „Westtoranlage“ von 1385/1479 mit ihren massiven Fortifikationen. Allein dieses Festungswerk ist etwa so groß wie die Wartburg bei Eisenach. Die spezielle Art seiner Schießscharten ließ besondere Schusswinkel zu.

### Burgkapelle

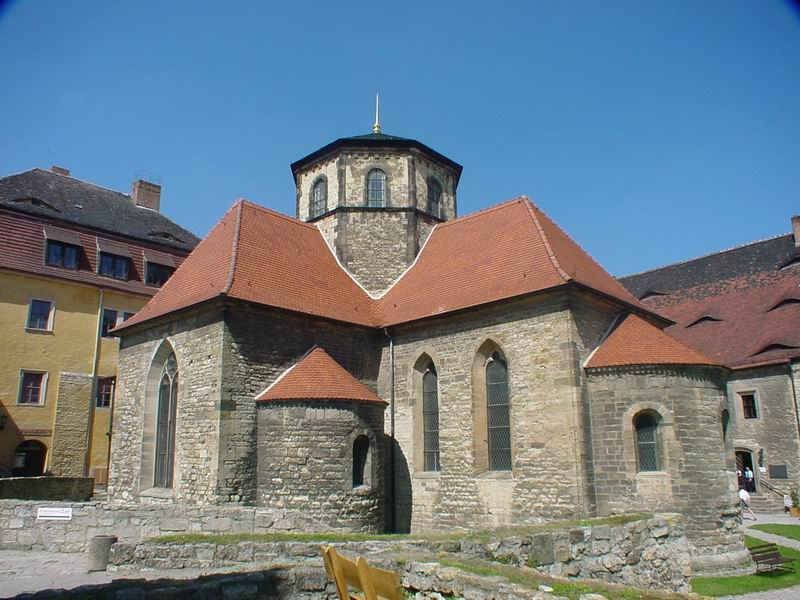
Die romanische Burgkapelle

Die Burgkapelle war Stiftskirche und „Unsere(r) liebe(n) Frau off der Burg Quernford“ geweiht. Sie diente seit 1323 als Grablege der Grafen von Querfurt.
Der ab 1162 über älteren Fundamenten errichtete kreuzförmige Kirchenbau erinnert an südosteuropäische Vorbilder. Sein achteckiger Vierungsturm stammt aus der zweiten Hälfte des 12. Jahrhunderts. In einer im 14. Jahrhundert angebauten gotische Seitenkapelle steht die Tumba des Grafen Gebhard XIV. von Querfurt. Sie ist ein herausragendes Beispiel der böhmisch geprägten Skulptur des späten 14. Jahrhunderts.
Von 1698 bis 1716 erfolgte ein barocker Umbau, dabei wurde eine mit Muschelornamentik verzierte Öffnung in den Vierungsturm geschaffen. Die Malereien stammen von Andreas Mateyerlein, die Stuckaturen führten Georg Friedrich Hopffe, Francesco Domenico Minetti sowie Abondio Minetti aus. Nach den Restaurierungen in den Jahren 1846–1850 und 1903–1906 sind von der Barockausstattung vier stark überarbeitete Deckengemälde, die Gestaltung der Vierung, Stuck des einstigen Kamins auf der West- (ehemals Herrschafts-) empore sowie zwei Konsolen am Nordportal, die ein aus dem Kloster Marienzell stammendes Tympanon tragen, erhalten.
Nach der politischen Wende wurde die Kirche 1992 nach 20-jähriger Schließung wieder für die Öffentlichkeit zugänglich gemacht.

#### Orgel
Die ursprüngliche Orgel der Burgkapelle wurde von den Orgelbauern Gebr. Rühlmann (Zörbig) im Jahre 1887 als Opus 86 erbaut. Das Schleifladen-Instrument hatte 14 Register auf zwei Manualen und Pedal. Die Trakturen waren mechanisch. Das Instrument war zunehmend verfallen und wurde 1994 durch eine neue Orgel der Firma Schuke ersetzt.
Die Disposition der Rühlmann-Orgel lautete:
| I Hauptwerk C–f3 |                |     |
| 1.               | Bordun         | 16′ |
| 2.               | Principal      | 8′  |
| 3.               | Viola d. Gamba | 8′  |
| 4.               | Hohlflöte      | 8′  |
| 5.               | Octave         | 4′  |
| 6.               | Gedackt        | 4′  |
| 7.               | Mixtur III     |     |

| II Oberwerk C–f3 |                 |    |
| 8.               | Geigenprincipal | 8′ |
| 9.               | Gedackt         | 8′ |
| 10.              | Salicional      | 8′ |
| 11.              | Flauto amabile  | 4′ |

| Pedal C–d1 |              |     |
| 12.        | Principalbaß | 16′ |
| 13.        | Violonbaß    | 16′ |
| 14.        | Subbaß       | 16′ |

- Koppeln: Manualkoppel, Pedalkoppel
- Nebenzug: Kalkantenruf

### Der Brunnen

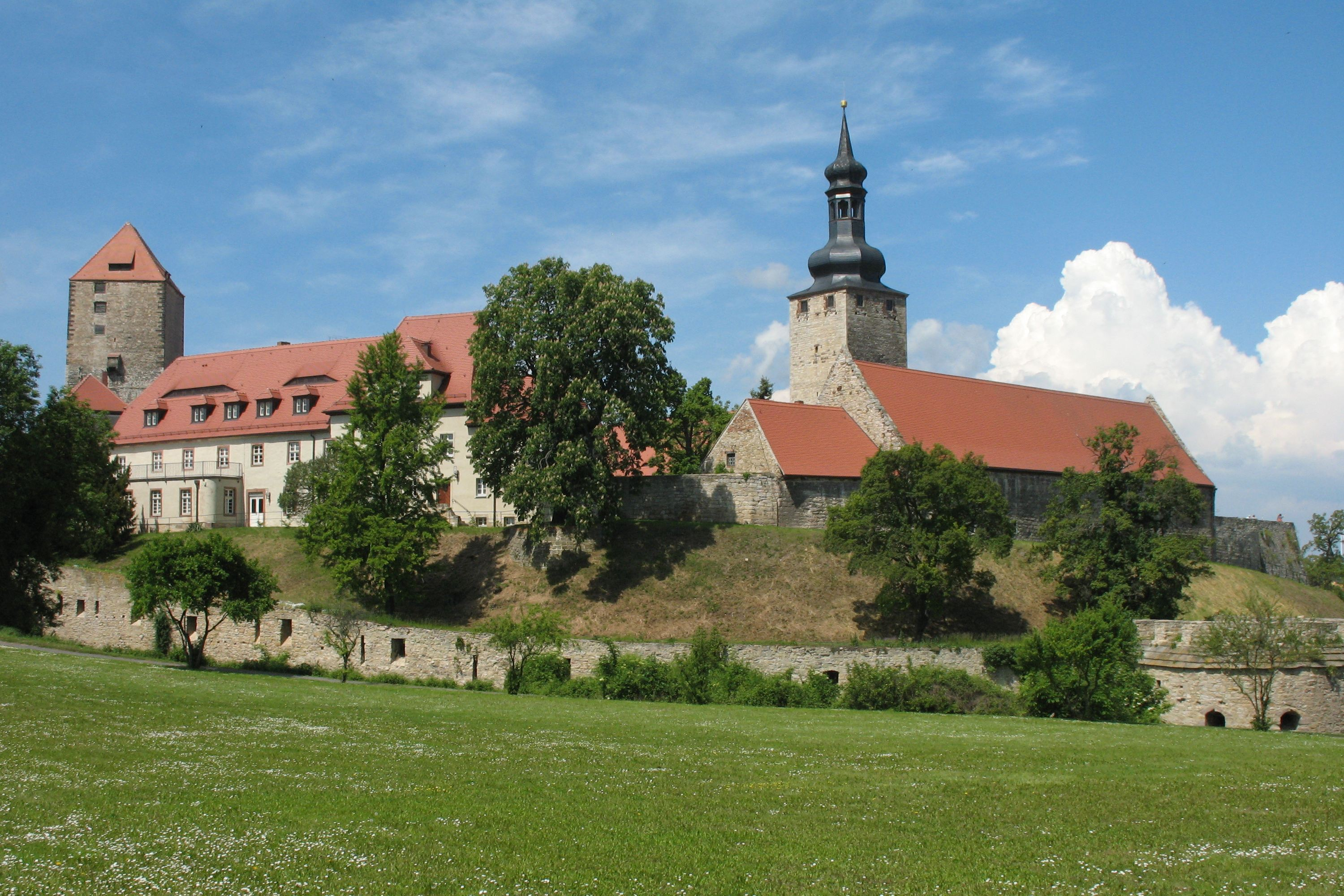
Burg mit Marterturm, Pariser Turm, Scheune und Südostrondell

Mitten auf der Burg befindet sich der Burgbrunnen, der zeitweise die einzige Wasserquelle auf der Burg war. Er wurde 1945 verfüllt und von 1973 und 2000 wieder auf die heutige Tiefe von etwa 33 Metern ausgehoben. Der jetzige Wasserstand beträgt etwa 2½ Meter.

### Fürstenhaus, Korn- und Rüsthaus, Amtshaus und Pächterhaus
Das Fürstenhaus hatte ehemals einen repräsentativen Charakter, wenngleich zahlreiche Umbauten verschiedener Epochen ihre Spuren hinterlassen haben. Es basiert auf Teilen eines ehemaligen zweiten romanischen Palas, dem sogenannten Ottonenkeller. 1528 wurde das Gebäude im Stil der Renaissance umgebaut und von 1660 bis 1668 im Stil des Barock umgestaltet.
Die Baugeschichte des 1535 errichteten Kornhauses reicht bis ins 10. Jahrhundert zurück. Es basiert auf einem ehemals an der Nordseite errichteten Torhaus des 10. Jahrhunderts sowie ottonischen und romanischen Wohnhausresten. Das Untergeschoss diente als Rüsthaus. Seine heutige Gestalt erhielt es erst in den Jahren 1680–1685.
Bereits 1469 wurde auf der Burg die Scheune erwähnt. Das spätbarocke Amtshaus und Pächterhaus haben spätestens mit der veränderten Nutzung der Burg als Verwaltungssitz ihre ursprüngliche Gestalt verloren.

### Gedenktafel Brun von Querfurt
An der Kirche der Burg in Querfurt erinnert eine Gedenktafel an den heiligen Brun von Querfurt. Die Gedenktafel wurde 1909, also 900 Jahre nach seinem Tod, an der Kirche angebracht. Die Inschrift der Gedenktafel lautet:
Im Andenken an

Bruno v. Querfurt

genannt Bonifacius den Gruender

dieser Kirche. Er zog im Jahre 1004

aus der Burg seiner Vaeter nach

dem Osten Deutschlands und starb

im Lande der Preussen

+ das Evangelium predigend +

den Märtyrertod 9. März 1009

+ 9. März 1909 +

## Heutige Nutzung

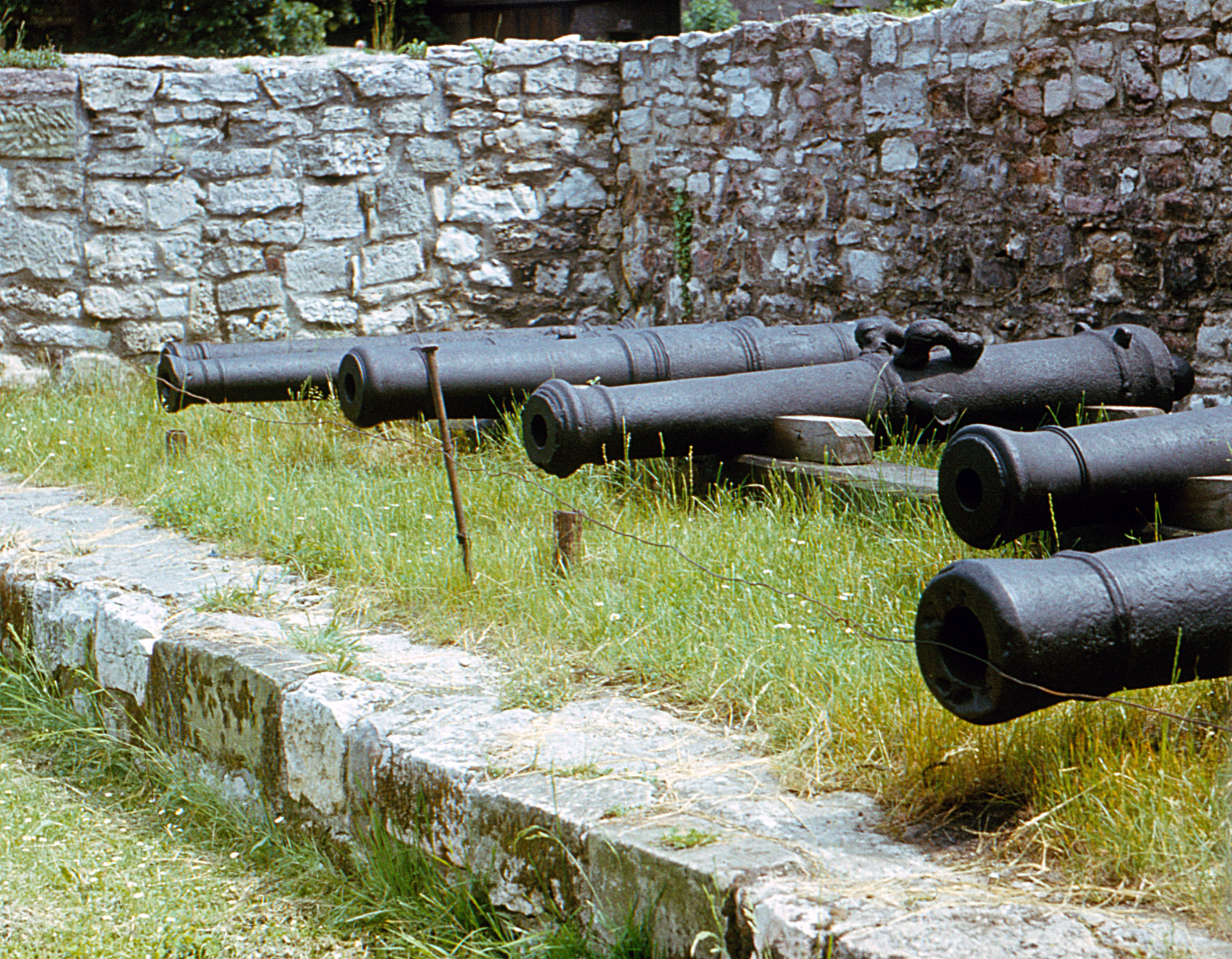
Kanonen in der Burg Querfurt (1981)

### Museen
Seit 1952 existiert im Korn- und Rüsthaus ein Burgmuseum. Die heutige Dauerausstellung mit dem Titel Leben im Krieg und Frieden informiert über die Geschichte der Burganlage, die im Laufe der Geschichte als Militärstützpunkt, Handelsplatz und Gutshof genutzt wurde. Die Ausstellung berichtet vom mittelalterlichen Turnierreiten, Erzbischof Konrad (1100–1142), Herzögen und Edelleuten sowie vom silbernen Altargerät der Burgkirche. Weitere Ausstellungsteile zeigen archäologische Funde der Ur- und Frühgeschichte. Bei Burgführungen sind die sonst verschlossenen unterirdischen Gewölbe zugänglich.
Auf einer benachbarten Freifläche vor der westlichen Burgmauer besteht das Bauernmuseum Alte Burgschäferei, mit Wohnhaus, Schmiedewerkstatt, Sattlerei und Stellmacherei. Dieses agrarhistorische Museum besitzt eine Sammlung von landwirtschaftlichen Großmaschinen.

### Filmkulisse
Ab 2008 wurde Burg Querfurt häufiger für Filmdreharbeiten genutzt, denn ihre erhaltene Bausubstanz erspart den Bau aufwändiger Kulissen. Sie diente aber auch schon zuvor schon als Filmkulisse: Im Jahr 1989 fanden hier Dreharbeiten für den DEFA-Film Das Licht der Liebe statt und in den Jahren 2004, 2006 und 2011 drehte der MDR in der Burg Szenen für die Reihe Geschichte Mitteldeutschlands. Produktionen wie 1½ Ritter mit Til Schweiger im Jahr 2008 und Die Päpstin 2009 wurden dort in Teilen gedreht. Ebenfalls im Jahr 2009 wurden u. a. hier der Historienfilm Black Death und Szenen für die Folgen Der Ölprinz und Der Verrat der Serie Lasko – Die Faust Gottes abgedreht.
Im Jahr 2011 war die Burg dann Kulisse für die deutschen Märchenfilme Jorinde und Joringel von Bodo Fürneisen und Die zertanzten Schuhe mit Dieter Hallervorden, ehe 2012 ein Teil der Dreharbeiten zu Der Medicus mit Tom Payne und Ben Kingsley in der Anlage stattfand. Ebenfalls 2012 wurden dort Teile des Films Die sechs Schwäne gedreht. Ein weiteres Mal im Jahr 2012 war die Burg zudem Kulisse für Ken Folletts Zeitreise in das finstere Mittelalter. Ab November 2015
wurden hier von Regisseur Robert Schotter Teile der Terra-X-Einzeldoku Bier, eine WeltGeschichte gedreht. Im Januar 2017 folgten Dreharbeiten für die Dokumentation Verdammt – Das wahre Schicksal der Ketzerinnen, die für den Fernsehfilm Die Ketzerbraut gedreht wurde, und 2018 der Film Haunted – Seelen ohne Frieden.
Zudem wurden in der Burg, die sich selbst auch Filmburg Querfurt nennt, wiederholt Sonderausstellungen zum Thema Film eröffnet: Ganz großes Kino! (2015–2016), Ganz große Märchen! (2016–2017) und Ganz großer Trick! (2018–2023). Regelmäßig werden Sonderführungen zum Thema Film angeboten.

### Weiteres
Das Fürstenhaus der Burg beheimatete von 1950 bis 1983 eine Poliklinik. Seit dem Jahr 2001 werden seine Räume nach umfassender Renovierung gastronomisch genutzt. 2011 zog die Querfurter Außenstelle der Kreismusikschule auf die Burg um.
Der Trausaal im Korn- und Rüsthaus sowie die wiedereröffnete Burgkirche werden für standesamtliche und kirchliche Trauungen genutzt.

### Regelmäßige Veranstaltungen
Jeweils am dritten Wochenende im Juni findet das mittelalterliche Burgfest statt. Das „Sommerkino“ im August zeigt Filme. Bei den Ritterkämpfen um den 3. Oktober wird in verschiedenen Disziplinen ein Turnier abgehalten. Am vierten Adventwochenende findet der „Weihnachtszauber“, ein mittelalterlicher Weihnachtsmarkt, auf dem Burggelände statt.